# Luvendština
Luvendština je bantuský jazyk, kterým k roku 2015 mluvilo 1,87 % populace starší 15 let v Jižní Africe, je jedním z jedenácti úředních jazyků státu. Hovoří jím etnické skupiny Venda a Lemba. Malý počet mluvčích žije také v Zimbabwe. Během apartheidu v Jižní Africe byli mluvčí tohoto jazyka seskupeni v bantustanu Venda.